# Estadio George V
El estadio George V es un campo deportivo usado para la práctica del fútbol. Está ubicado en la ciudad de Curepipe, perteneciente al país Mauricio. El recinto tiene una capacidad de 6. 200 espectadores sentados.

## Historia
La construcción del Estadio George V comenzó en 1954 y el recinto estaba listo en 1955. En el 2003, el estadio fue demolido para construir un nuevo complejo más moderno, su construcción culminó ese mismo año. Fue utilizado en los Juegos del Océano Índico 2003 y ha sido el estadio para la localidad de la selección nacional. Sin embargo, algunos partidos de Mauricio también se juegan en el Estadio Anjalay.